# Уилкоксон, Фрэнк
Фрэнк Уилкоксон (англ. Frank Wilcoxon; 2 сентября 1892, Корк (графство), Ирландия — 18 ноября 1965, Таллахасси, США) — американский химик и статистик, разработал несколько статистических критериев.
Фрэнк Уилкоксон родился 2 сентября 1892 года в графстве Корк (Ирландия) в семье американцев. Вырос в Катскилле (Округ Грин, Нью-Йорк), некоторое время учился в Англии. В 1917 году окончил Военный колледж в Пенсильвании и получил степень бакалавра. После Первой мировой войны продолжил образование в Рутгерском университете, получил степень магистра химии. В 1924 году в Корнеллском университете стал доктором философии по физической химии.
C 1925 по 1941 годы работал в Институте исследования растений (англ. Boyce Thompson Institute for Plant Research). Впоследствии в компании «Атлас Паудер» (англ. Atlas Powder Company, где руководил контрольной лабораторией, затем в 1943 году перешёл на работу в фирму American Cyanamid Company. В течение этого периода после прочтения опубликованной в 1925 году книги Рональда Фишера Статистические методы для исследователя  он интересовался логически выведенной статистикой. Вышел на пенсию в 1957 году. Умер 18 ноября 1965 года в результате непродолжительной болезни.
Уилкоксон опубликовал около 70 научных работ, два статистических критерия критерий Манна — Уитни — Уилкоксона и критерий Уилкоксона носят его имя. Они представляют непараметрические альтернативы критериям Стьюдента.